# Битка на Калки
Битка на реци Калки, 31. маја 1223, била је неуспели покушај уједињених руских кнежевина, да у савезу са Куманима заустави напредовање растуће Монголске Империје на челу са Џингис-каном.

## Увод
Почетком 13. века, Кијевска Русија се састојала од 64 кнежевине: јужне су биле потчињене великом кнезу у Кијеву, северне Великом кнезу у Владимиру-Суздаљском, а Велики Новгород био је полу-независна република. Након уједињења монголских племена 1206. под Џингис-каном, и брзог освајања северне Кине (1215) и средње Азије и Персије (1220), Монголи су прешли Кавказ, опустошили Крим и дошли у сукоб са Куманима ("Половцима" у руским хроникама), који су владали "Дивљим Пољем", степским подручјем између Црног и Каспијског мора. Под притиском Монгола, кумански кан Котен обратио се за помоћ свом зету, кнезу Мстиславу Галичком и Великом кнезу Мстиславу Кијевском.

## Битка
Примивши вести о напредовању Монгола, и богате поклоне од Кумана, Велики кнез Мстислав је окупио руске кнежеве у Кијеву, где је одлучено да се нови непријатељ нападне у Дивљем пољу. Руска војска окупила је одреде из Кијева, Смоленска, Черњигова, Галича, Волиња и Турова. Владимир-Суздаљски, Рјазањ и Новгород одбили су да помогну. Руска војска, вођена од куманских савезника, кренула је у степе и напредовала 9 дана низ Дњепар, гонећи Монголе који су се повлачили. Монголске снаге чинила су 2 тумена (одред од 10.000 људи), под вођством Џебе-Нојона и Субудај-Багатура. У жељи да поделе савезнике, Монголи су понудили Русима савез против Кумана, њихових давнашњих непријатеља. Монголски гласници су побијени, али је дошло до свађе између руских вођа, и руска војска се поделила. Најзад, на обали реке Калке близу Азовског мора, Монголи су се окренули да приме битку: најпре је потучена руска коњица на челу са Мстиславом Галичким, која се одвојила од пешадије гонећи номаде, док су Кумани побегли без борбе. Затим је руска пешадија на челу са Мстиславом Кијевским опкољена у утврђеном логору и после 3 дана натерана на предају.

## Супротстављене снаге
Величина и састав супротстављених војски могу се грубо проценити на основу савремених хроника. Савремени Монголски извори описују Монголску војску као 2 тумена, тј. 20 хиљада људи, углавном номадских стрелаца-коњаника. Међутим, тумени су често били далеко мањи, неки са свега 1.000 бораца.
На руској страни, хронике помињу поименце само 21 кнеза, које је сигурно пратила дружина, мали одред тешко наоружаних ратника на коњима, са оклопима и оружјем скандинавског типа. Ови одреди по правилу нису бројали више од неколико стотина људи. Главнину војске у Кијевској Русији чинила је пешадија, састављена од слабо наоружаних грађана и сељака Она је била слабија од номада, како по оружју, тако и по дисциплини. Пешаци су били наоружани секирама и копљима за лов на медведе; стрелаца је било мало, а од оклопа већина ратника имала је само штит.
Број ратника на руској страни је несигуран. Кнез Александар Невски је 1242. окупио само 1.000 дружиника и 2.000 пешака из Новгорода и Черњигова за битку против Тевтонаца, тако да је разумно претпоставити да се војска просечног руског кнеза у 13. веку бројала пре у стотинама него у хиљадама ратника.

## Последице
Победа Монгола била је потпуна: Руси су изгубили "девет десетина" војске и 12 кнезова. Галички кнез Мстислав спасао се уз помоћ Кумана, али је Велики кнез Мстислав Кијевски заробљен и погубљен. Теже последице по Кијевску Русију су изостале, јер су се Монголи после победе повукли у средњу Азију.